# Гент — Вевельгем U19 (женский)
Гент — Вевельгем U19 (нидерл. Gent-Wevelgem juniors/U19, Гент — Вевелгем U19) — шоссейная однодневная велогонка, проходящая по территории Бельгии с 2016 года. Является женской версией мужской гонки Гент — Вевельгем.

## История
Гонка была создана в 2016 году и сразу вошла в календарь только что созданного Кубка наций среди юниорок UCI.
В 2020 и 2021 году гонка была отменена из-за пандемии COVID-19.
В 2023 году вышла из календаря Кубка наций и стала проводиться как международная гонка.
Старт и финиш гонки находится в Ипре или его пригороде Боезинге. Маршрут представляет собой круг протяжённостью 10-13 км, который может включать брусчатый участок, преодолеваемый 6-7 раз. Общая протяжённость дистанции составляет чуть больше 70 км.

## Призёры
| Год  | Победитель       | Второй              | Третий                    |          |
| ---- | ---------------- | ------------------- | ------------------------- | -------- |
| 2016 | Натали Бекс      | Элиза Бальзамо      | Сюзанна Андерсен          |          |
| 2017 | Пфейффер Джорджи | Эмбер ван дер Хюлст | Лорена Вибес              |          |
| 2018 | Виктуар Берто    | Лоннеке Унекен      | Пернилле Ларсен Фельдманн |          |
| 2019 | Элинор Бяcкстедт | Меган Джастрэб      | Нина Спапен               |          |
| 2020 | отменено         | отменено            | отменено                  | отменено |
| 2021 | отменено         | отменено            | отменено                  | отменено |
| 2022 | Нинке Винховен   | Лаура Лизетт Сандер | Морен Трегуэ              |          |
| 2023 | Изабель Шарп     | Кэт Фергюсон        | Анна Вандерарден          |          |